# Pietuszki (stacja kolejowa)
Pietuszki (ros. Петушки) – stacja kolejowa w miejscowości Pietuszki, w rejonie pietuszyńskim, w obwodzie włodzimierskim, w Rosji. Położona jest na nowym szlaku Kolei Transsyberyjskiej. Jest to pierwsza stacja na linii zarządzana przez Kolej Gorkowską.
Dla części pociągów pasażerskich z Moskwy jest to stacja końcowa.

## Historia
Stacja powstała w czasach carskich na linii Moskwa – Niżny Nowogród, pomiędzy stacjami Pokrow i Kostieriowo.

## Kultura
Stacja jest celem podróży Wieniczki, bohatera utworu Moskwa – Pietuszki Wieniedikta Jerofiejewa, wydanego po raz pierwszy w latach 70. XX w. w obiegu podziemnym.